# Moacir Barcelos Potiguara
Moacir Barcelos Potiguara (Rio de Janeiro, 21 de setembro de 1919 — Rio de Janeiro, 31 de março de 2002) foi um militar brasileiro.

## Carreira Militar
Filho de Tertuliano Potiguara. Seu pai, também militar, participou da Guerra do Contestado e da Primeira Guerra Mundial, tendo alcançado o posto de General de Brigada.
Comandou o IV Exército, em Recife, de 13 de setembro de 1974 a 3 de agosto de 1976.
Foi chefe do Estado-Maior das Forças Armadas no governo Ernesto Geisel, de 5 de agosto de 1976 a 27 de outubro de 1977.